# Miralia alternans
Miralia alternans es una especie de serpientes de la familia Homalopsidae y del género monotípico Miralia.

## Distribución geográfica y hábitat
Es endémica de las islas mayores de la Sonda: Java, Sumatra, Borneo, Bangka y Belitung (Indonesia y Malasia Oriental).